# Altes Rathaus (Haselünne)

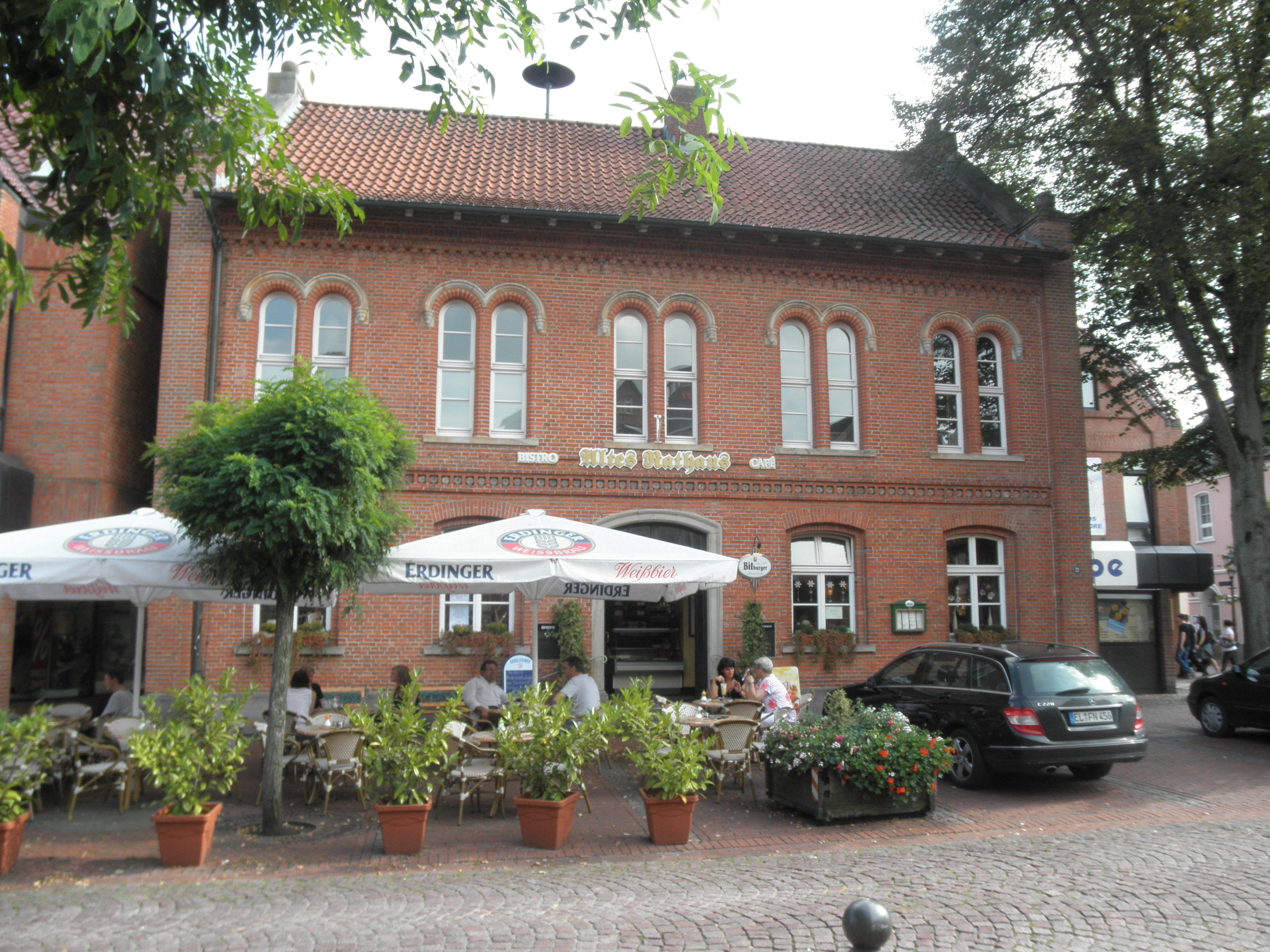
Ansicht von Norden

Das Alte Rathaus ist ein 1850 erbautes ehemaliges Rathaus in Haselünne. 

## Geschichte
Nachdem die Innenstadt von Haselünne 1849 durch einen Großbrand zerstört worden war, gehörte der einheimische Architekt Josef Niehaus zur Baukommission für den Wiederaufbau. 1850 erstellte er die Pläne für den Neubau des Rathauses am Marktplatz, das im selben Jahr errichtet wurde.
Bis 1949 wurde das Gebäude umgebaut und stilistisch stark verändert. Nachdem die Stadtverwaltung 1983 ausgezogen war, erfolgte eine Umgestaltung unter Rückbesinnung auf die ursprünglichen Pläne von Niehaus. In den 1990er Jahren war im Erdgeschoss eine Geschäftsstelle der Oldenburgischen Landesbank untergebracht, später ein Gastronomiebetrieb.

## Beschreibung
Das Alte Rathaus ist ein zweigeschossiger, traufständiger Ziegelbau. In dieser Form plante Niehaus die gesamte Neubebauung Haselünnes. Im Unterschied zu seinen früheren, rein klassizistischen Verwaltungsbauten zeigen besonders die gekuppelten Fenster des Obergeschosses Formen der aufkommenden Neuromanik oder des Rundbogenstils. Im Obergeschoss befindet sich der historische Ratssaal mit Stuckdecke.